# Pamukkale

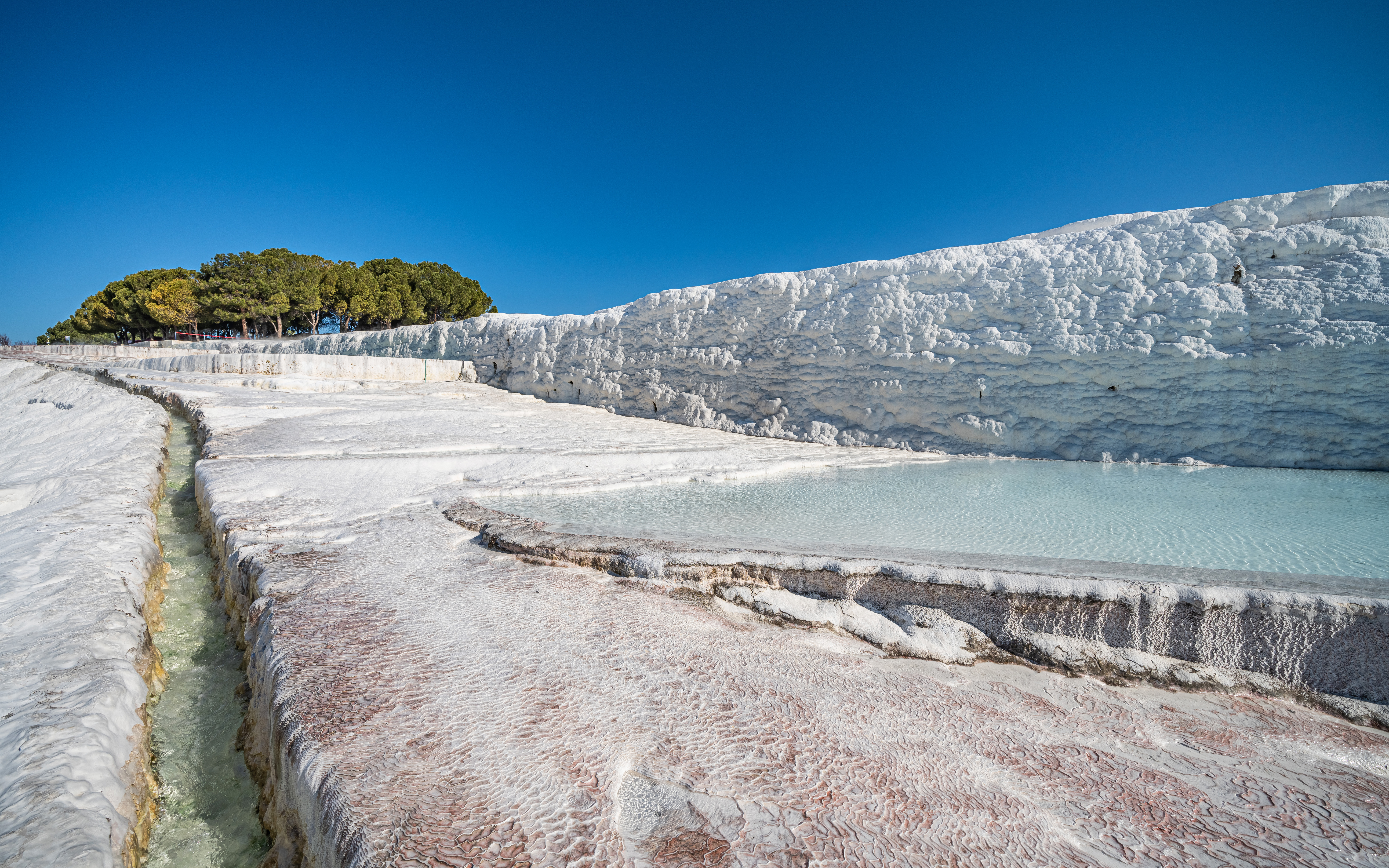
Pamukkale

Terasele Pamukkale (în traducere Castelul de bumbac) se află în provincia Denizli din sud-vestul Turciei.
Pe marginile teraselor de calcar curge un pârâiaș cu apa caldă, iar pe terase sunt mari acumulări de apă, formate din scurgerea pârâiașului pe ele. Pe lângă aceste terase se află și plajele Pamukkale.
Terasele naturale de la Pamukkale au fost înscrise în anul 1998 pe lista patrimoniului mondial UNESCO.